# Elle, lui et l'autre
Elle, lui et l'autre è un album della cantante italo-francese Dalida, pubblicato nel 1960 da Barclay.
L'album venne creato per il mercato canadese.

## Tracce
Lato A
1. Elle, lui et l'autre
2. T'aimer follement
3. Dans les rues de Bahia
4. Tintarella di luna
5. L'arlequin de Tolède
6. Romantica

Lato B
1. Itsi bitsi petit bikini
2. Comme au premier jour
3. Ni chaud, ni froid
4. Ô sole mio
5. Bras dessus, bras dessous
6. Les enfants du Pirée